# Pierre de Barrault
Pierre de Barrault (mort le 17 janvier 1569), est un ecclésiastique qui fut évêque de Lodève de 1566 à 1569.

## Biographie
Pierre de Barrault est le fils d'Olivier de Barrault, trésorier du roi en Bretagne et de Pétronille Briçonnet, la sœur de l'évêque de Nimes Michel Briçonnet. Prieur de Saint-Basile de Blandas, Pierre de Barrault devient le vicaire-général de l'évêque Lélio des Ursins de Céri puis de son cousin Claude Briçonnet qui, le 8 février 1566, résigne son siège épiscopal en sa faveur mais se réserve toutefois la seigneurie de Lodève, le comté de Montbrun et la jouissance de la maison de l'archidiaconé.
Pierre de Barrault gouverne peu de temps le diocèse puisqu'il meurt dès le 17 janvier 1569. Il est inhumé dans la chapelle Saint-Michel de la cathédrale Saint-Fulcran de Lodève.